# Anders Celsius
Anders Celsius   (Uppsala, 27 de novembre de 1701 (Julià) - Parròquia de la Catedral d'Uppsala, 25 d'abril de 1744 (Julià)) fou un físic i astrònom suec.

## Vida i obra
Celsius va néixer en una família de científics: el seu pare, Nils, i el seu avi matern, Andreas Spole, van ser astrònoms i el seu avi patern , Magnus, va ser matemàtic; tots ells professors de la universitat d'Uppsala. No és d'estranyar, doncs, que després d'estudiar en aquesta universitat, comencés a donar classes a la mateixa universitat el 1728, substituint el professor Samuel Klingenstierna durant la seva absència per estudis a França i Anglaterra.  El 1733 publicà una col·lecció de 316 observacions d'aurores boreals i va constatar que les aurores boreals anaven sempre acompanyades de fluctuacions magnètiques significatives.
El 1732, havent retornat Klingenstierna, va marxar ell en un viatge d'estudis que el va portar a Alemanya, Itàlia i França. A París, va conèixer Pierre de Maupertuis, a qui se li va encarregar la Missió Geodèsica Francesa a Lapònia, per mesurar un arc de meridià terrestre i així confirmar la teoria d'Isaac Newton de què la Terra tenia menor radi als pols. Els anys 1736-1737, Celsius va acompanyar Maupertuis en aquesta expedició, participant activament en els amidaments, motiu pel qual ve rebre una pensió de mil francs del rei de França.
A partir del seu retorn a Uppsala va supervisar la construcció de l'Observatori Astronòmic d'Uppsala, del qual va ser director a partir del 1740, mentre continuava treballant en temes tan importants com la cadència dels eclipsis de les llunes de Júpiter, les fluctuacions del camp magnètic terrestre o les obsewrvacions dels cometes.

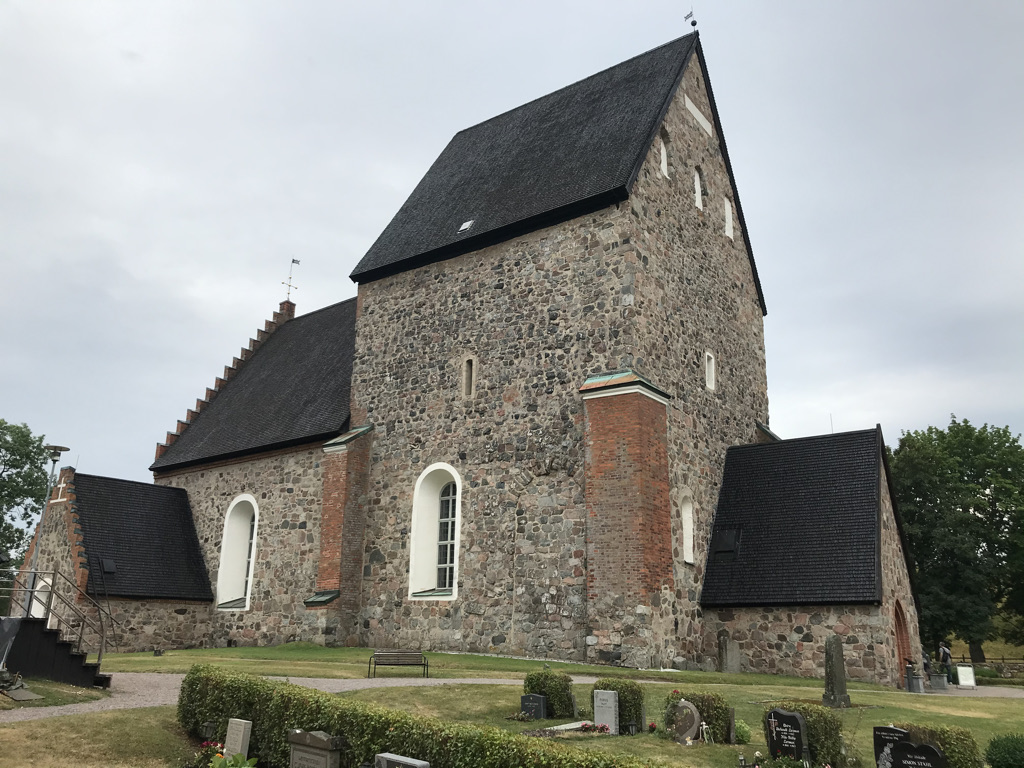
Església de Gamla Uppsala i tomba d'Anders Celsius.

El motiu pel qual és més recordat és una memòria, que presentà l'any 1742 a l'Acadèmia de Ciències Sueca, en la qual proposava l'escala centígrada de temperatures, coneguda posteriorment com a escala Celsius, que posa el zero en el punt de solidificació de l'aigua i el cent en el seu punt d'ebullició, tot i reconèixer que aquests punts no son idèntics a tot arreu, ja que depenen de la pressió atmosfèrica. En aquell temps existien més de trenta escales diferents per a mesurar la temperatura, de les quals només han sobreviscut la seva, la de Réaumur (molt residual) i la de Fahrenheit (habitual al món anglosaxó).
El 1743 la seva salut, molt deteriorada per les extremes condicions climàtiques de les seves expedicions i per les contínues observacions al telescopi, va empitjorar notablement i el va portar a una mort prematura per tuberculosi l'any següent, amb només 42 anys d'edat.. La seva obra va ser continuada pels seus deixebles Per Wargentin, Olof Hiorter, Mårten Strömer i d'altres.